# Полесийски национален парк
Полесийският национален парк (на полски: Poleski Park Narodowy) е един от 23-те национални парка в Полша. Разположен е в източната част на страната, на територията на Люблинско войводство, в полския дял на областта Полесия. Парковата администрация се намира в село Уршулин.
Създаден е на 1 май 1990 година, с наредба на Министерския съвет от 10 април същата година. Първоначално заема площ от 4 813,35 хектара. През 1994 година територията му е увеличена до 9 647,73 хектара и е създадена буферна зона от 14 041,96 хектара. Обхваща средния дял на осеяната с карстови езера Ленчинско-Влодавска равнина, част от физикогеографския макрорегион Западна Полесия.

## Фотогалерия
- Природна пътека „Домб Домѝник“
- Торфище „Мо̀шне“
- Природна пътека „Спла̀ви“
- „Сплави“
- Езеро „Лу̀ке“
- Елши край „Домб Доминик“